# The Crickets
The Crickets jsou americká rock & rollová hudební skupina, která vznikla v roce 1957 ve městě Lubbock v Texasu. Kapelu založil zpěvák a písničkář Buddy Holly, který však v roce 1959 tragicky zahynul při letecké havárii. Tento den byl později nazván Dnem, kdy zemřela hudba. Ještě před jeho smrtí kapela stihla vydat své debutové album s názvem The "Chirping" Crickets, na kterém se nachází dva velmi úspěšné singly „That'll Be the Day“ a „Oh Boy“. V roce 1960 vydala kapela album In Style with the Crickets, které bylo první po smrti Hollyho. Na albu se nachází nejznámější písně kapely, mezi nimi například „Love's Made a Fool of You“ nebo „More Than I Can Say“. Skupina The Crickets vytvořila základy, podle nichž pak vznikaly další rockové hudební skupiny mezi nimi například slavní The Beatles. Kapela přetrvala až dodnes, v dnešní sestavě jsou Glen Hardin (piáno), Jerry Allison (bicí), Joe B. Mauldin (basová kytara) a Sonny Curtis (zpěv). V roce 2012 kapela vstoupila do Rock and Roll Hall of Fame.

## Diskografie
- The "Chirping" Crickets (1957, s Buddym Hollym)
- In Style with the Crickets (1960)
- Bobby Vee Meets the Crickets (1962)
- Something Old, Something New (1963)
- California Sun (1964)
- Rock Reflections (1971)
- Remnants (1973)
- Bubblegum, Pop, Ballads & Boogie (1973)
- Long Way from Lubbock (1975)
- Back in Style (1975)
- 3 Piece (1988)
- T Shirt (1988)
- Cover to Cover (1995)
- The Original (1996)
- Rockin (2000)
- Too Much Monday Morning
- Crickets and Their Buddies (2004)
- About Time Too